# Saut à la perche masculin aux championnats du monde d'athlétisme 1991
Navigation
Rome 1987 Stuttgart 1993

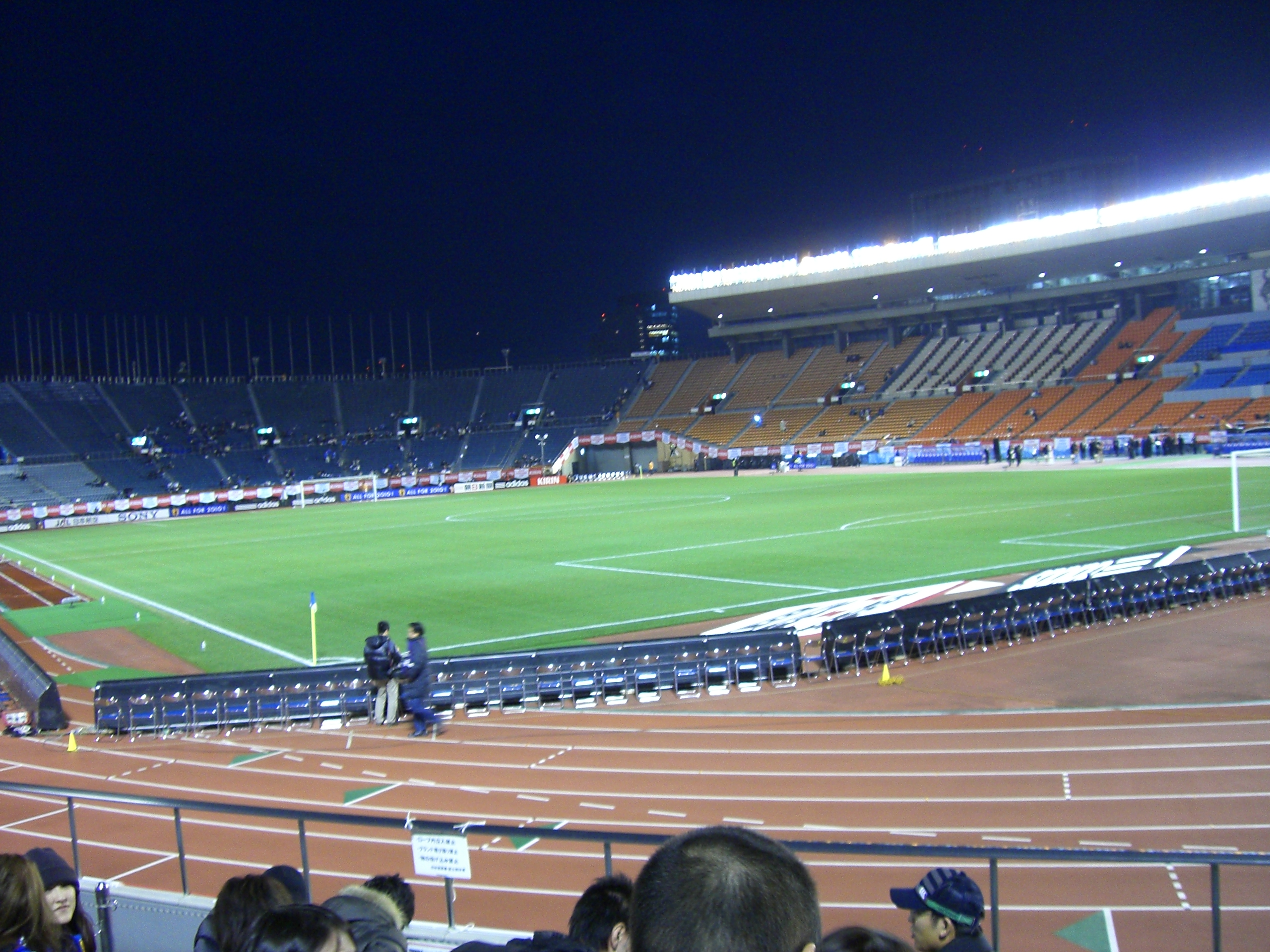

L'épreuve de saut à la perche masculin des championnats du monde d'athlétisme de 1991 s'est déroulée les 27 et 29 août de cette même année, dans le Stade olympique national du Japon à Tokyo, remportée par le Soviétique et Ukrainien Sergueï Bubka — qui y améliore sa performance de 10 cm, par rapport à 1987 —, pour la troisième fois consécutive depuis 1983.
Ce sera rétrospectivement la dernière fois que lui-même, ainsi que les athlètes arrivés 3e et 4e, auront concouru sous les couleurs du drapeau soviétique de l'URSS, lors de cette compétition.
Côté français un certain Jean Galfione y fait son apparition, se classant après son compatriote Thierry Vigneron quant à lui 2e et médaillé d'argent de l'édition précédente.

## Résultats

### Finale
| Rang               | Athlète           | Pays             | Essais | Essais | Essais | Essais | Essais | Essais | Essais | Essais | Essais | Essais | Essais | Essais | Marque | Notes |
| Rang               | Athlète           | Pays             | 5,30m  | 5,40m  | 5.50m  | 5,55m  | 5,60m  | 5,65m  | 5,70m  | 5,75m  | 5,70m  | 5,85m  | 5,90m  | 5,95m  | Marque | Notes |
| ------------------ | ----------------- | ---------------- | ------ | ------ | ------ | ------ | ------ | ------ | ------ | ------ | ------ | ------ | ------ | ------ | ------ | ----- |
| Médaille d'or      | Sergueï Bubka     | Union soviétique | –      | –      | –      | –      | –      | –      | o      | –      | –      | –      | x–     | xo     | 5.95 m | CR    |
| Médaille d'argent  | István Bagyula    | Hongrie          | –      | o      | xo     | –      | o      | –      | o      | –      | xo     | xo     | o      | 3x     | 5.90 m |       |
| Médaille de bronze | Maksim Tarasov    | Union soviétique | –      | –      | o      | –      | –      | –      | o      | –      | o      | o      | 3x     |        | 5.85 m |       |
| 4                  | Radion Gataullin  | Union soviétique | –      | –      | –      | –      | –      | –      | xo     | –      | x–     | xo     | xx–    | x      | 5.85 m |       |
| 5                  | Peter Widén       | Suède            | –      | o      | o      | –      | o      | –      | xxo    | o      | 3x     |        |        |        | 5.75 m |       |
| 6                  | Tim Bright        | États-Unis       | –      | –      | xxo    | –      | –      | xo     | –      | xxo    | –      | 3x     |        |        | 5.75 m |       |
| 7                  | Hermann Fehringer | Autriche         |        |        |        |        |        |        |        |        |        |        |        |        | 5.60 m |       |
| 8                  | Thierry Vigneron  | France           |        |        |        |        |        |        |        |        |        |        |        |        | 5.60 m |       |
| 9                  | Bernhard Zintl    | Allemagne        |        |        |        |        |        |        |        |        |        |        |        |        | 5.50 m |       |
| 10                 | Jean Galfione     | France           |        |        |        |        |        |        |        |        |        |        |        |        | 5.40 m |       |
| 11                 | Doug Wood         | Canada           |        |        |        |        |        |        |        |        |        |        |        |        | 5.40 m |       |
| 12                 | Galin Nikov       | Bulgarie         |        |        |        |        |        |        |        |        |        |        |        |        | 5.30 m |       |
| —                  | Philippe Collet   | France           |        |        |        |        |        |        |        |        |        |        |        |        | NM     |       |

### Légende
Records et Performances
- AR : Record continental (area record)
- CR : Record des championnats (championship record)
- MR : Record du meeting (meet record)
- NR : Record national (national record)
- OR : Record olympique (olympic record)
- PR : Record paralympique (paralympic record)
- PB : Record personnel (personal best)
- SB : Meilleure performance personnelle de la saison (season's best)
- WL : Meilleure performance mondiale de l'année (world leader)
- WJR : Record du monde junior (world junior record)
- WR : Record du monde (world record)

Circonstances et Conditions
- DNF : N'a pas terminé (did not finish)
- DNS : N'a pas pris le départ (did not start)
- DQ : Disqualification (disqualification)
- NM : Aucun essai valable enregistré (No Mark)
- Q : Qualifié « directement » au prochain tour (ou à la prochaine compétition), lors d'une compétition majeure, grâce au classement ou à la réalisation des minima (automatic qualifier)
- q : Qualifié au prochain tour (ou à la prochaine compétition), lors d'une compétition majeure, grâce au repêchage ou à la réalisation de l'une des meilleures performances parmi celles des « non qualifiés directement » (grâce au meilleur temps ou à la meilleure distance par exemple) (secondary qualifier)